# Ascophanus consociatus
Ascophanus consociatus är en svampart som först beskrevs av Berk. & Broome, och fick sitt nu gällande namn av William Phillips 1887. Ascophanus consociatus ingår i släktet Ascophanus och familjen Ascobolaceae.   Inga underarter finns listade i Catalogue of Life.